# Agriculture en Macédoine du Nord

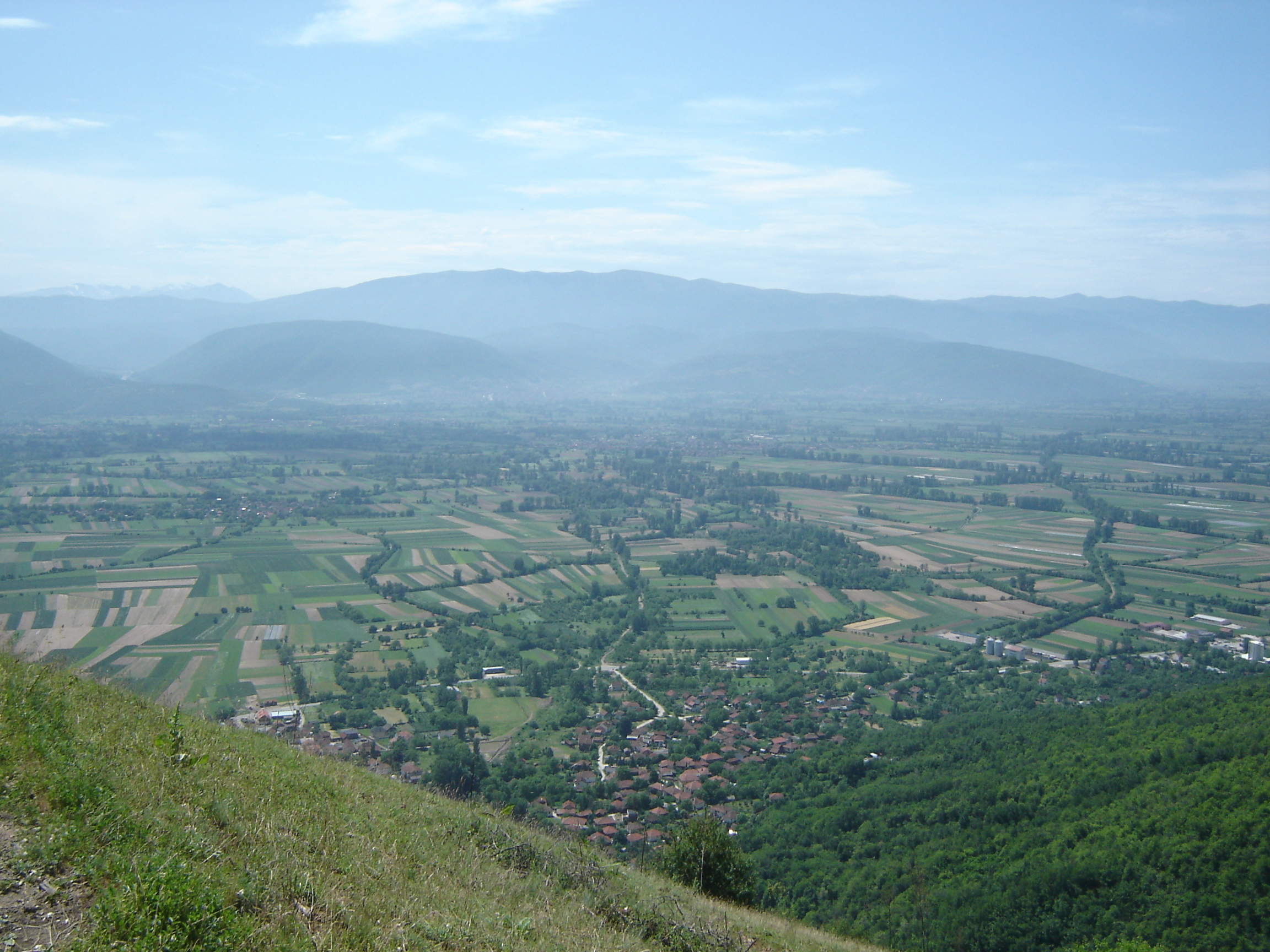
La campagne macédonienne

L'agriculture en Macédoine du Nord fait vivre un cinquième de la population, dans un pays où la moitié de la population vit en zone rurale. Le pays est également marqué par une industrialisation très tardive, par la longue domination ottomane, puis par le système communiste.  Les climats continental et sub-méditerranéen que connaît le pays permettent une grande diversité de productions, mais le relief prononcé donne des régions inexpoitables. L'agriculture macédonienne est dominée par l'élevage, surtout dans les régions montagneuses, et par la culture de primeurs, de céréales, de tabac et de la vigne. L'agriculture macédonienne se caractérise par de nombreuses petites propriétés familiales, mais aussi par de grandes entreprises, héritées de l'époque socialiste. Depuis son indépendance en 1991, le pays a connu le passage à l'économie de marché ainsi que des problèmes diplomatiques qui ont gravement porté atteinte à son économie. Aujourd'hui, l'agriculture produit 10 % du produit intérieur brut.

## Histoire

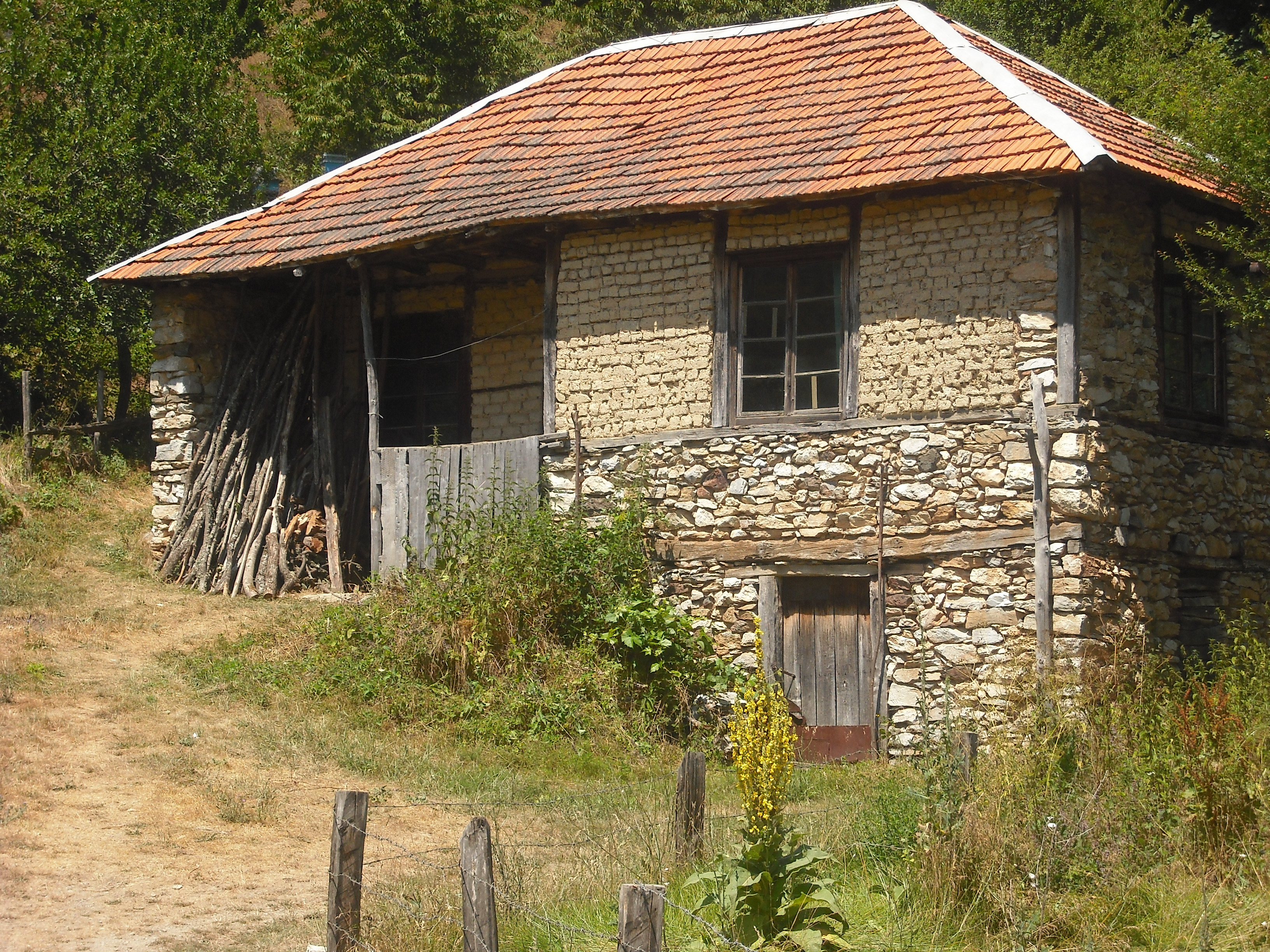
Ferme traditionnelle macédonienne

Les premiers habitants de l'actuel territoire macédonien, installés au Néolithique, connaissent l'agriculture. L'histoire agricole du pays jusqu'à l'invasion ottomane au XIVe siècle est très peu documentée.
Les Turcs réforment rapidement l'administration locale et instaurent le système des timars, qui permet à d'anciens officiers du Sultan, turcs et albanais, de posséder des terres, sur lesquelles travaillent d'abord des paysans locaux. Ces derniers fuient cependant les vallées à cause des mouvements fréquents de l'armée et s'installent dans les collines. 
Afin de les remplacer, les autorités encouragent l'émigration de paysans anatoliens et de Valaques, principalement éleveurs et négociants en bétail. 
Les propriétés issues du timar font moins de 20 hectares et produisent de petites quantités de céréales et de coton.
À partir de 1600, l'affaiblissement de l'autorité impériale turque entraîne la détérioration des conditions de vie des Chrétiens. 
Afin de faire face à des difficultés financières, le sultan privatise une partie des terres macédoniennes et offre certaines propriétés (tchiflik) à d'anciens militaires qui possèdent tous les droits sur leur domaine et sur les paysans qui y vivent.
Nombre de paysans chrétiens fuient à nouveau les terres agricoles des vallées pour rejoindre les haïdouks, bandes de hors-la-loi qui sèment le trouble sur les axes commerciaux.
Au XIXe siècle, alors que la région s'ouvre sur l'Occident, l'économie locale s'effondre, notamment à cause de la concurrence américaine et indienne sur le marché du coton et des céréales. 
L'agriculture macédonienne d'alors est obsolète dans ses méthodes.
L'absence de taxes sur les terres non-cultivées fait que quatre cinquièmes des terres arables sont laissés en pâturages.
Lorsque la Macédoine est annexée par la Serbie en 1912, elle est une région très pauvre, où 80 % de la population vit de l'agriculture et 70 % des paysans ne possèdent pas de terres mais travaillent sur les domaines de propriétaires ottomans. Après le départ des Turcs, les Serbes promulguent une loi pour encourager la colonisation serbe ; les Macédoniens n'ont pas le droit de posséder des propriétés en dehors de leur district et de nombreux domaines de terre arable sont offerts aux officiers serbes qui ont survécu au front de Thessalonique.
Après la Première Guerre mondiale, l'agriculture industrielle est favorisée, notamment la culture du coton, du tabac et du pavot somnifère
Mais la majorité des paysans macédoniens, qui représentent 75 % de la population, travaillent 
sur de petites parcelles avec des méthodes archaïques. L'économie locale souffre du manque d'infrastructure et de la Grande Dépression de 1929, qui fait par exemple chuter les prix du pavot de 77 %.

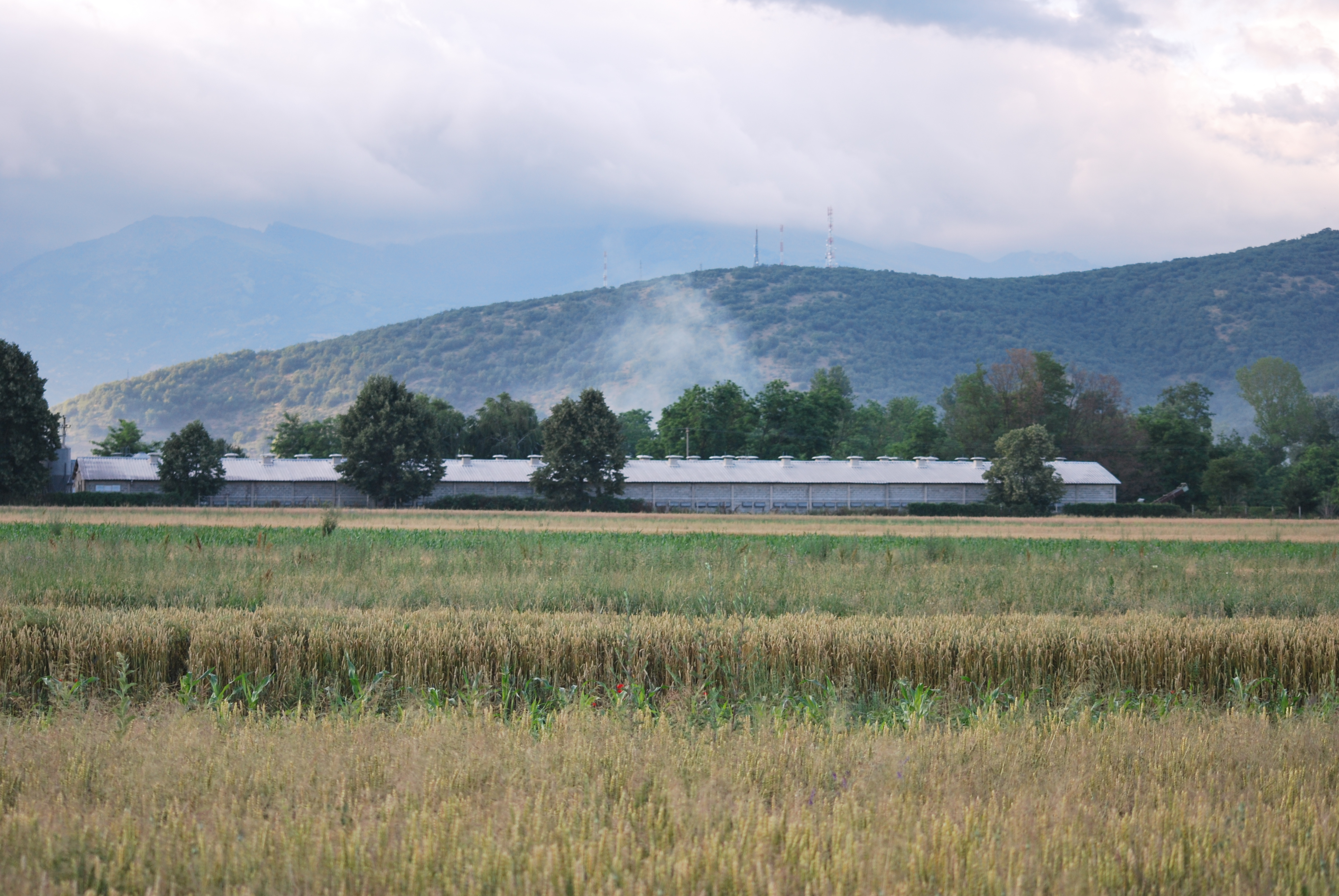
Ferme industrielle du Polog

Après la Seconde Guerre mondiale, le régime communiste entreprend une vaste replanification de l'agriculture, secteur encore largement dominant dans l'économie macédonienne. 
Les propriétés d'exilés, d'étrangers, des monastères, d'anciennes compagnies privées et des banques sont nationalisées et la moitié de l'ensemble est attribuée à des agriculteurs qui ont supporté la lutte contre le fascisme. 
Le reste est laissé à l'agriculture industrielle planifiée et est réparti entre plusieurs coopératives. 
L'ensemble des domaines privés est réorganisé afin qu'une seule famille ait entre 20 et 35 hectares. 
La République socialiste de Macédoine produit essentiellement du tabac et du pavot somnifère, destiné à l'industrie pharmaceutique.
Le développement de l'industrie fait baisser le nombre très élevé d'agriculteurs, qui reste cependant toujours trop important : presque 80 % de la population en 1945, 57 % en 1961, 22 % en 1981.
Après son indépendance en 1991, le pays passe à l'économie de marché et le conflit du nom avec la Grèce ainsi que les Guerres de Yougoslavie font perdre à la Macédoine perd son principal port d'exportation, Thessalonique, et empêchent le commerce avec la Serbie voisine. 
Le pays perd 60 % de son activité commerciale et frôle la faillite.
Le conflit du nom s'achève en 1995, mais en 1999, la guerre du Kosovo influe lourdement sur l'économie macédonienne puisque le pays ne peut plus exporter du tout vers les pays de l'ancienne Yougoslavie et doit trouver des clients alternatifs, comme la Bulgarie, la Roumanie ou la Grèce.

## Structure agricole

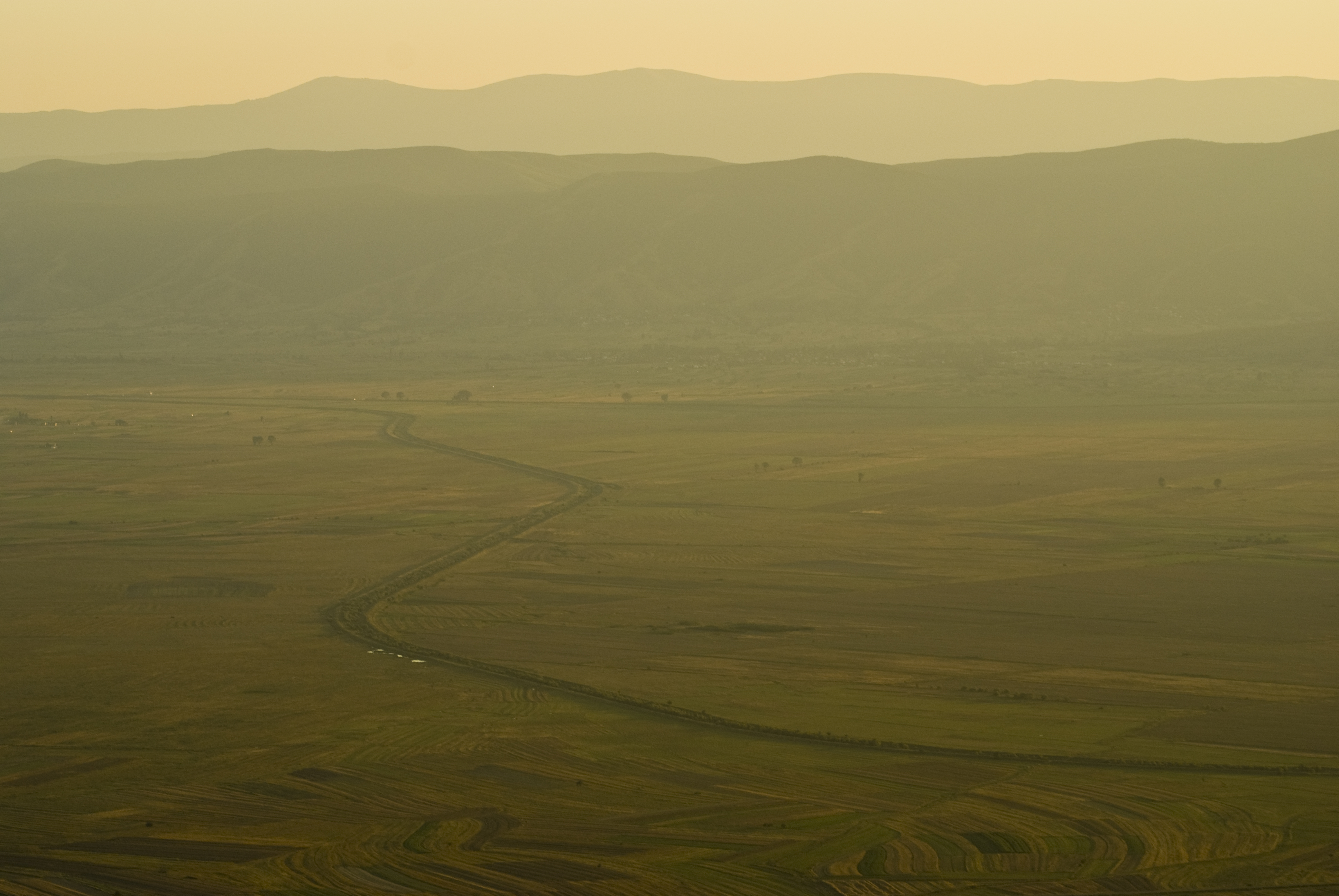
Champs de la plaine pélagonienne

La Macédoine du Nord possède 10 140 km2 de terres agricoles, soit presque 39 % de son territoire. 
La moitié de ces terres est dévolue aux cultures, l'autre moitié à l'élevage. 
Le pays compte aussi 37 % de zones montagneuses et forestières. 
La Macédoine possède 48 606,75 hectares de forêts. 
Le pays se distingue par la petitesse des propriétés agricoles : 80 % d'entre elles font entre 2,5 et 2,8 hectares et sont divisées en très petites parcelles. 
Les anciennes entreprises d'État, bien plus vastes, sont généralement en difficulté financière à cause de privatisations inachevées.
Les cultures se trouvent surtout dans les rares plaines du pays, comme la Pélagonie, au sud-ouest, le Polog, au nord-ouest, et la vallée du Vardar, fleuve qui parcourt la Macédoine du nord au sud.
La région de Stroumitsa, au sud-est du pays, est la principale région de production, avec 8 130 hectares de terres arables.
Les agriculteurs macédoniens rencontrent des difficultés, comme le manque de graines et d'engrais de qualité, le mauvais état des systèmes d'irrigation et l'absence de bonnes stratégies de vente.

## Productions

### Élevage

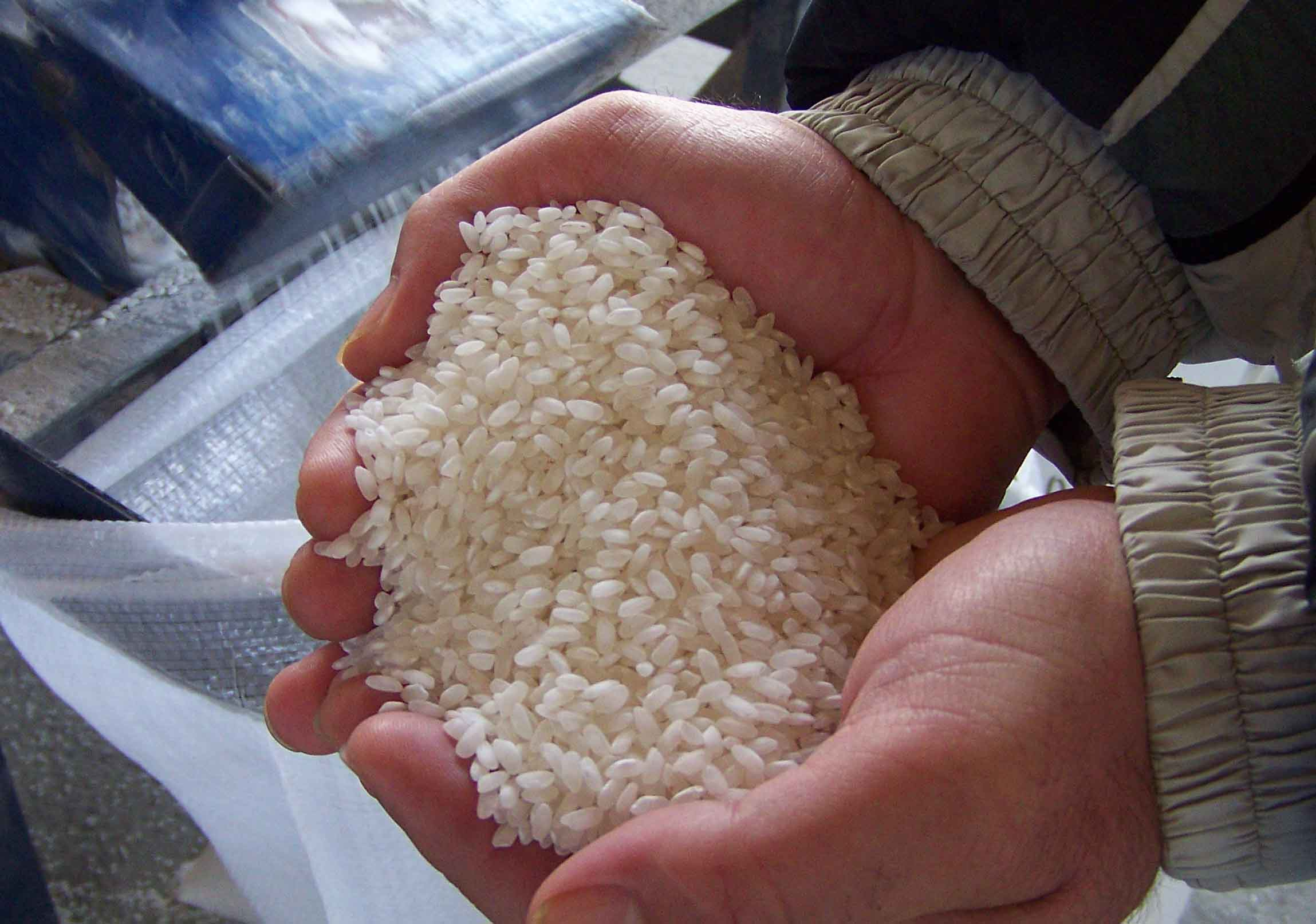
Poignée de riz de Kotchani

En Macédoine du Nord, l'élevage ovin domine, avec 794 053 têtes en 2007. Suivent les bovins, 241 257 têtes, puis les caprins, 132 924 têtes, et enfin, les chevaux, avec 32 567 têtes, et les porcins, 233 702 têtes. L'élevage ovin permet la production de laine, de viande et de lait, notamment utilisé pour la confection de fromage. Les agriculteurs macédoniens élèvent aussi des volailles (2 428 828 têtes) et des lapins. Le pays compte enfin 109 769 ruches.

### Cultures
Le pays produit notamment des céréales, surtout du blé, du maïs, de l'avoine et du riz, et des légumes (tomates, poivrons, concombres, haricots, pommes de terre, oignons, choux, pastèques, melons...). 
La Macédoine du Nord produit également du tabac, du pavot somnifère, des fruits (pommes, poires, prunes, cerises, abricots, pêches, noix et amandes) et du raisin, surtout destiné à la production de vin.